# Ark'ashen Lerrnagagat'
Ark'ashen Lerrnagagat är ett berg i Armenien. Det ligger i den centrala delen av landet, 40 kilometer öster om huvudstaden Jerevan. Toppen på Ark'ashen Lerrnagagat är 2 916 meter över havet.
Terrängen runt Ark'ashen Lerrnagagat är kuperad åt nordost, men åt sydväst är den bergig. Runt Ark'ashen Lerrnagagat är det ganska tätbefolkat, med 75 invånare per kvadratkilometer.. Närmaste större samhälle är Dzoragjugh, 18,6 kilometer nordost om Ark'ashen Lerrnagagat. 
Trakten runt Ark'ashen Lerrnagagat består i huvudsak av gräsmarker.